# زندگی پس از زندگی (کتاب مودی)
زندگی پس از زندگی (کتاب) نام یکی از سه کتابی است که توسط ریموند مودی دربارهٔ تجربه نزدیک به مرگ (NDE) نوشته شده و تا کنون بیش از ۱۳ میلیون جلد فروش داشته است.
این کتاب در سال ۱۹۹۲ با همان نام به صورت فیلم درآمد. این فیلم در فستیوال نیویورک در رده فیلم‌های مربوط به روابط انسانی برنده مدال برنز شد. این فیلم با نام نسیم حقیقت از شبکه یک تلویزیون ایران پخش شده است.
کتاب زندگی پس از زندگی توسط مترجمان مختلف به زبان فارسی ترجمه شده است. اولین ترجمه از این کتاب به زبان فارسی توسط دکتر فرخ سیف بهزاد با عنوان بازگشت به زندگی در سال ۱۳۶۳ انجام شده است. ترجمه دیگری از این کتاب به همراه ترجمه کتاب دوم دکتر مودی یا بازتابهای زندگی پس از زندگی در یک جلد با عنوان زندگی پس از مرگ توسط فریبرز لقایی صورت پذیرفته و در سال ۱۳۶۶ چاپ شده است. این کتاب توسط مینا بیگلری در سال ۱۳۶۹ و شهناز انوشیروانی در سال‌ ۱۳۷۲ نیز ترجمه شده است.
در این کتاب ریموند مودی حدود ۱۵۰ مورد تجربه نزدیک به مرگ را بررسی کرده است. او معتقد است در این تجربیات ۹ مورد مشترک است. در کتاب بعدی دکتر مودی یا بازتابهای زندگی پس از زندگی ۶ مورد به این موارد افزوده شده است.
مهم‌ترین موارد در تجارب نزدیک به مرگ عبارتند از:
1. جدایی هوشیاری و آگاهی از بدن مادی و تجربه خروج از بدن یا Out of Body Experience
2. عبور از یک تونل
3. دیدن وجود دوستان و اقوام فوت شده
4. مرور زندگی و قضاوت اعمال انسان توسط خودش
5. مشاهدات ترسناک و دلهره آور در تجربه‌های منفی
6. ورود به سرزمینی آسمانی و غیر زمینی
7. دیدن نوری روشن و درخشان در انتهای مسیر
8. روبرو شدن با یک مرز یا مانع
9. بازگشت به بدن، داوطلبانه یا غیر داوطلبانه

ولی همه افراد تمام آن ۹ مورد را تجربه نمی‌کنند. برخی فقط ۲ مورد یا بیشتر را تجربه می‌کنند.